# Antoine Bernède
Antoine Bernède (Párizs, 1999. május 26. –) francia korosztályos válogatott labdarúgó, a Lausanne Sport játékosa.

## Pályafutása

### Klubcsapatokban
A Paris-Est és a Paris Saint-Germain korosztályos csapataiban nevelkedett, majd 2018. augusztus 4-én az utóbbi klubban mutatkozott be az AS Monaco elleni 2018-as francia labdarúgó-szuperkupa mérkőzésen. Még ebben a hónapban a bajnokságban is bemutatkozott az SM Caen együttese ellen. 2019. február 6-án aláírt az osztrák Red Bull Salzburg csapatához. Március 17-én mutatkozott be a Wacker Innsbruck ellen 2–0-ra megnyert bajnoki mérkőzésen a 70. percben Diadie Samassékou cseréjeként. 2023 januárjában kölcsönbe került a Lausanne Sport csapatához. Június 23-án véglegesítették a vásárlási opciót és három évre írt alá.

### A válogatottban
Tagja volt a 2016-os U17-es labdarúgó-Európa-bajnokságon szereplő U17-es francia keretnek.

## Statisztika
2024. február 25-i állapotnak megfelelően.
| Klub                | Szezon   | Bajnokság          | Bajnokság | Bajnokság | Kupa  | Kupa  | Ligakupa | Ligakupa | Nemzetközi | Nemzetközi | Egyéb | Egyéb | Összesen | Összesen |
| Klub                | Szezon   | Osztály            | Mérk.     | Gólok     | Mérk. | Gólok | Mérk.    | Gólok    | Mérk.      | Gólok      | Mérk. | Gólok | Mérk.    | Gólok    |
| ------------------- | -------- | ------------------ | --------- | --------- | ----- | ----- | -------- | -------- | ---------- | ---------- | ----- | ----- | -------- | -------- |
| Paris Saint-Germain | 2017–18  | Ligue 1            | 0         | 0         | 0     | 0     | —        | —        | —          | —          | —     | —     | 0        | 0        |
| Paris Saint-Germain | 2018–19  | Ligue 1            | 2         | 0         | 0     | 0     | —        | —        | —          | —          | 1     | 0     | 3        | 0        |
| Paris Saint-Germain | Összesen | Összesen           | 2         | 0         | 0     | 0     | 0        | 0        | 0          | 0          | 1     | 0     | 3        | 0        |
| Red Bull Salzburg   | 2018–19  | Osztrák Bundesliga | 3         | 0         | 0     | 0     | —        | —        | —          | —          | —     | —     | 3        | 0        |
| Red Bull Salzburg   | 2019–20  | Osztrák Bundesliga | 10        | 0         | 3     | 0     | —        | —        | 2          | 0          | —     | —     | 15       | 0        |
| Red Bull Salzburg   | 2020–21  | Osztrák Bundesliga | 19        | 1         | 3     | 0     | —        | —        | 3          | 0          | —     | —     | 25       | 1        |
| Red Bull Salzburg   | 2021–22  | Osztrák Bundesliga | 17        | 0         | 4     | 0     | —        | —        | 0          | 0          | —     | —     | 21       | 0        |
| Red Bull Salzburg   | 2022–23  | Osztrák Bundesliga | 2         | 0         | 0     | 0     | —        | —        | —          | —          | —     | —     | 2        | 0        |
| Red Bull Salzburg   | Összesen | Összesen           | 51        | 1         | 10    | 0     | 0        | 0        | 5          | 0          | 0     | 0     | 66       | 1        |
| Lausanne Sport      | 2022–23  | Challenge League   | 17        | 1         | 0     | 0     | —        | —        | —          | —          | —     | —     | 17       | 1        |
| Lausanne Sport      | 2023–24  | Super League       | 25        | 0         | 3     | 1     | —        | —        | —          | —          | —     | —     | 28       | 1        |
| Lausanne Sport      | Összesen | Összesen           | 42        | 1         | 3     | 1     | 0        | 0        | 0          | 0          | 0     | 0     | 45       | 2        |
| Összesen            | Összesen | Összesen           | 95        | 2         | 13    | 1     | 0        | 0        | 5          | 0          | 1     | 0     | 114      | 3        |

## Sikerei, díjai

### Klub
- Paris Saint-Germain
  - Francia bajnok: 2018–19
  - Francia szuperkupa: 2018
- Red Bull Salzburg
  - Osztrák bajnok: 2018–19, 2019–20, 2020–21, 2021–22, 2022–23
  - Osztrák kupa: 2018–19, 2019–20, 2020–21, 2021-22